# Baniana recussa
Baniana recussa är en fjärilsart som beskrevs av William Lucas Distant 1898. Baniana recussa ingår i släktet Baniana och familjen nattflyn. Inga underarter finns listade i Catalogue of Life.